# Івон Нептун
Івон Нептун (нар. 8 листопада 1946) — прем'єр-міністр Гаїті з 2002 до 2004 року. До призначення на посаду глави уряду був спікером Сенату.